# Okręgowy Związek Piłki Nożnej

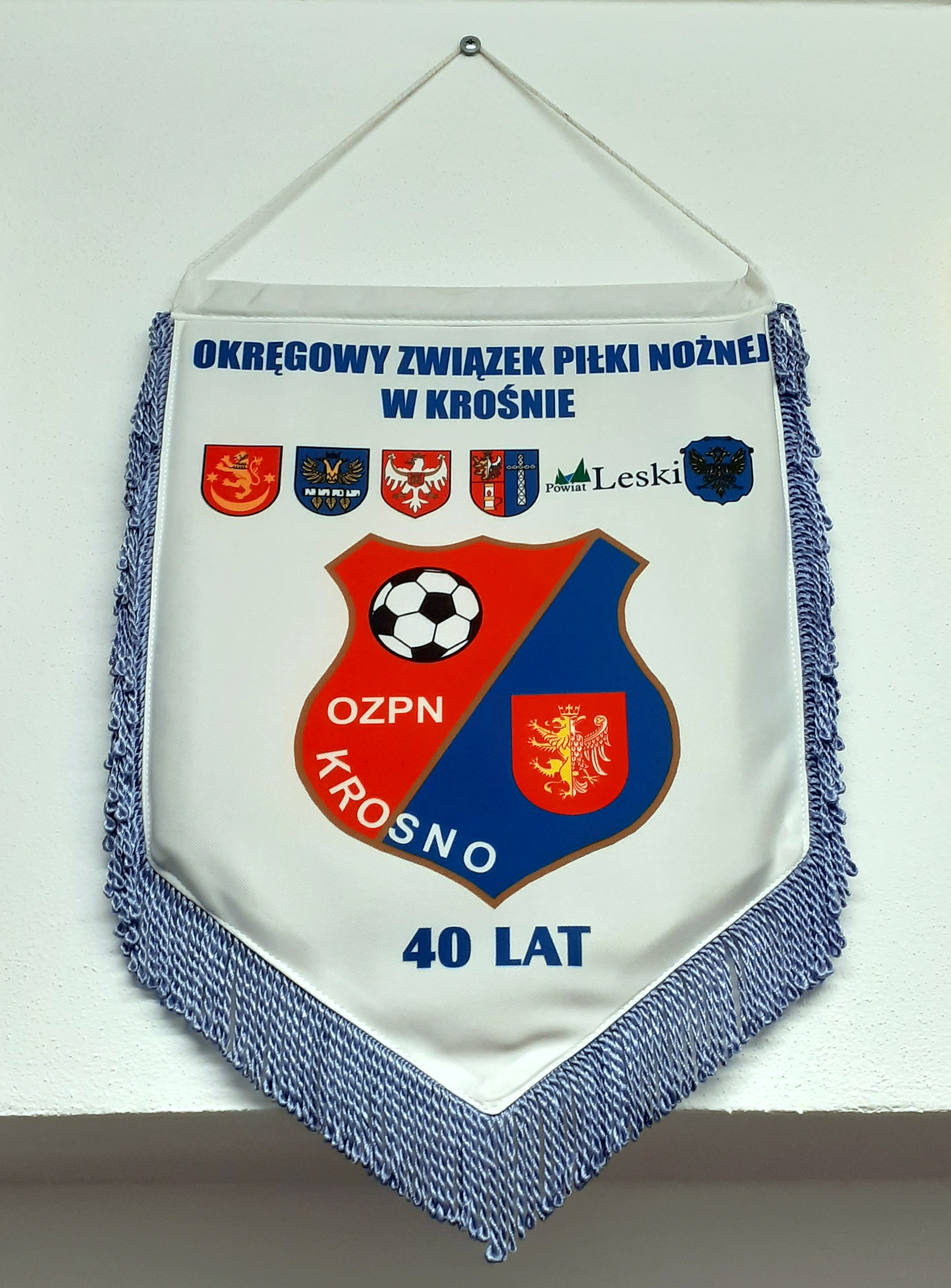
Proporczyk OZPN Krosno

Okręgowy związek piłki nożnej (OZPN) — okręgowy lub wojewódzki związek sportowy (stowarzyszenie), działający na terenie okręgu lub województwa (rzadziej), posiadający osobowość prawną, będący jedynym prawnym reprezentantem okręgowej piłki nożnej (jedenastoosobowej, trawiastej, halowej, plażowej; zarówno mężczyzn, jak i kobiet; we wszystkich kategoriach wiekowych).
OZPN mieści się we wszystkich miastach, będących stolicą województwa lub danego obszaru geograficznego Polski.
Okręgi w latach:
- 1939 = 14 OZPN
- 1945-1950 = 20 OZPN (wojewódzkie + Częstochowa, Przemyśl, Radom, Siedlce, Zagłębie)
- 1951-1956 = 17 OZPN (wojewódzkie)
- 1957-1962 = 18 OZPN (wojewódzkie + zagłębiowski)
- 1963-1975 = 17 OZPN (wojewódzkie)
- 1975-2000 = 49 OZPN (wojewódzkie)
- Od 2001 = 16 OZPN (wojewódzkie)